# Vuelo 797 de Air Canada
El vuelo 797 de Air Canada despegó el 2 de junio de 1983 con destino internacional entre Dallas-Fort Worth (Estados Unidos) y Montreal (Canadá), con escala en Toronto, el cual se incendió en pleno vuelo. Las llamas comenzaron en uno de los baños y rápidamente se extendieron al resto del avión produciendo humo tóxico. Veintitrés pasajeros fallecieron antes de evacuar el avión, que aterrizó en el Aeropuerto Internacional de Cincinnati antes de quedar envuelto en llamas.
Como consecuencia, muchos reglamentos fueron implementados en el mundo para hacer más seguros los aviones, incluyendo las instalaciones de detectores de humo, luces de emergencia en las salidas habilitadas para tal fin, mayor capacitación, y equipamiento para bomberos y tripulantes de cabina para resolver este tipo de situaciones.

## Aeronave y tripulación

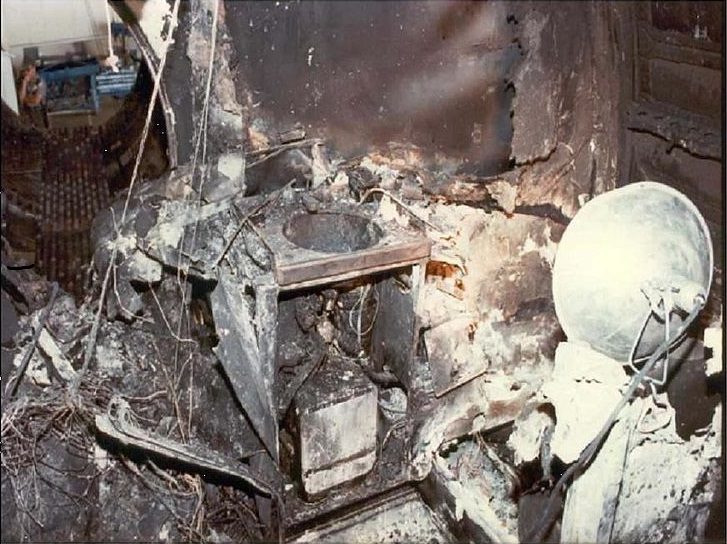
Daño de fuego en el lavabo de popa, el punto de origen del fuego.

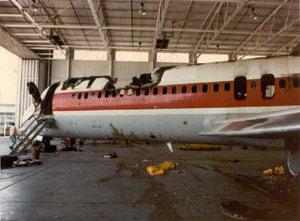
Daño de fuego en la sección frontal de la aeronave.

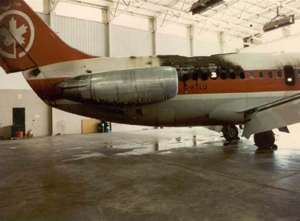
Daño de fuego en la parte trasera del avión alrededor del lavabo de popa.

El vuelo era un vuelo regular de pasajeros operado por Air Canada usando un McDonnell Douglas DC-9-32 de 15 años y 2 meses (registro de aeronave C-FTLU). El vuelo estaba programado para hacer una escala en el Aeropuerto Internacional de Toronto, con destino final al Aeropuerto Dorval de Montreal.
La tripulación del vuelo 797 estaba conformada por el capitán Donald Cameron, el primer oficial Claude Ouimet y los auxiliares de vuelo Judi Davidson, Sergio Benetti y Laura Kayama.

## Pasajeros notables
- Stan Rogers, cantante folk canadiense.
- George Curtis Mathes Jr., fundador de la compañía de electrónica que lleva su nombre.

## Accidente
El vuelo 797 de Air Canada despegó del Aeropuerto Internacional de Dallas-Fort Worth a las 4:20 p. m., para hacer escala en el Aeropuerto Internacional Toronto Pearson y después llegar al Aeropuerto Internacional de Montreal.
El baño trasero del avión comenzó a incendiarse en pleno vuelo. El humo que salía de allí se propagó rápidamente por todo el avión, mientras los pasajeros cenaban a bordo. Los pilotos escucharon las alarmas que indicaban un incendio a bordo, mientras la azafata Judi Davidson intenta echar un vistazo al baño, pero el humo que salía de allí se hizo más denso y oscuro, impidiendo la tarea. Con la ayuda del jefe de azafatas Sergio Benetti, intentó extinguir el fuego, pero no sirvió de nada; al mismo tiempo la azafata Laura Kayama ordenó a los pasajeros que estaban en la parte trasera irse de allí y acercarse junto con los pasajeros de la parte delantera a las salidas de emergencia.
Entre tanto Benetti revisó las papeleras y el dispensador de toallas de papel, los cuales suelen incendiarse por descuido de los pasajeros que fuman en los baños, en vuelos largos como este. A las 7:04 p. m. el primer oficial Claude Ouimet intenta investigar el incendio, pero el humo denso en la zona se lo impidió, obligándolo a regresar a la cabina de mando, donde le aconseja al capitán Donald Cameron aterrizar el avión en Cincinnati.
Minutos después, a las 7:07 p. m., los pasajeros notan el olor a humo en la cabina de nuevo, mientras los sistemas eléctricos del DC9 comienzan a fallar. A las 7:20 p. m. Cameron y Ouimet logran aterrizar el avión en el Aeropuerto Internacional de Cincinnati, mientras los auxiliares de vuelo evacuan el avión por las salidas de emergencia, el primer oficial Ouimet salió por la ventana del copiloto y el capitán Cameron se desmaya en la cabina de mando, hasta que los bomberos lo rociaron con espuma de extinción de incendios a través de la ventana del copiloto, haciendo que recupere la conciencia y escape por la ventana del piloto y puesto a salvo por Ouimet.
21 pasajeros de nacionalidad canadiense y 2 estadounidenses fallecieron cuando el avión fue consumido por las llamas; la mayoría de los cadáveres quedaron calcinados y las autopsias que se les practicaron revelaron altos niveles de cianuro, fluoruro y monóxido de carbono en sangre, producto del incendio.

## Investigación

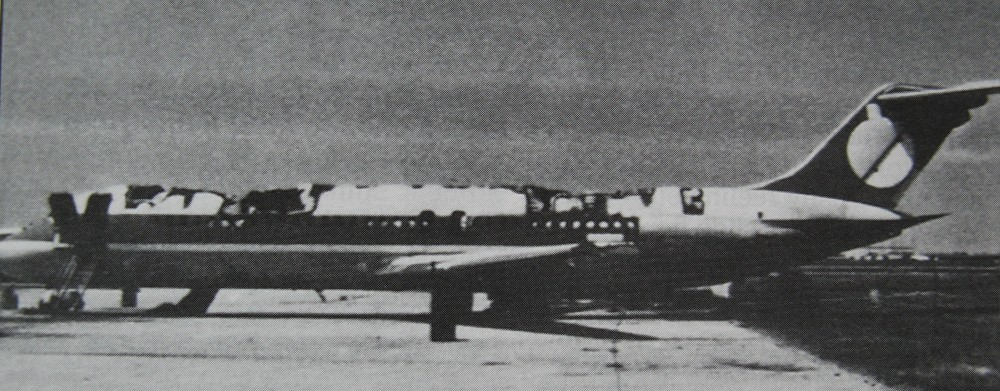
El avión involucrado en el accidente después del incendio.

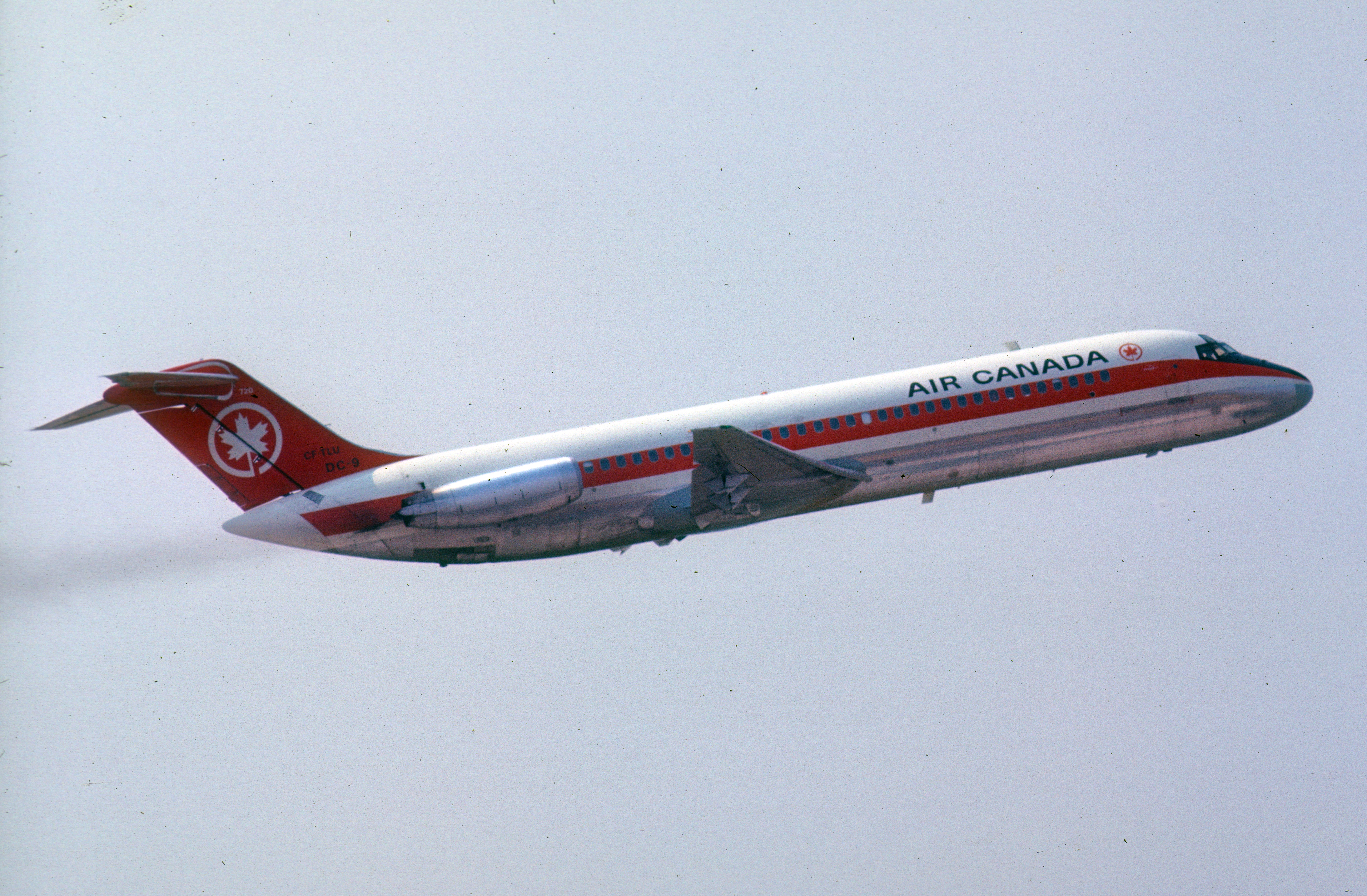
El avión involucrado en el accidente en agosto de 1968, fotografiado con un registro anterior.

A pesar de que el fuselaje fue destruido por el fuego, las cajas negras estaban intactas y aportaron muy buenas pistas a los investigadores de la NTSB. En el transcurso de la investigación se descubre que el DC9 experimentó una serie de problemas meses antes del accidente, debido a que en los registros del avión se presentaban 76 informes de mantenimiento.
El 17 de septiembre de 1979 el avión realizaba el vuelo 680 de Air Canada cuando sufrió una descompresión explosiva en el mamparo trasero, que ameritó la reconstrucción de la sección de cola y reemplazar o empalmar la mayoría de las líneas hidráulicas y el cableado en el área.

Un diagrama del vuelo 797 de Air Canada de la NTSB; el diagrama indica la ubicación de los pasajeros sobrevivientes, pasajeros fallecidos y asistentes de vuelo.

### Recomendaciones de seguridad
La NTSB emitió varias recomendaciones de seguridad a la FAA, incluyendo:
- Instalación de detectores de humo en los baños del avión.
- Instalación de extintores automáticos adyacentes y en las papeleras.
- Revisión de procedimientos de formación y evaluación de fuego, investigación del origen y gravedad del incendio en cabina y búsqueda de salidas de emergencia.
- Instrucción de pasajeros sobre cómo abrir una salida de emergencia.
- Mejoras de seguridad en cabina, como el uso de luces de emergencia en el suelo, extintores portátiles, marcado de ubicaciones generales que indiquen las salidas de emergencia y la restricción de uso de materiales inflamables en los asientos.

## Dramatización
Este accidente fue reseñado en la cuarta temporada del programa Mayday: catástrofes aéreas en el episodio «Lucha contra el fuego».